# ノルウェジアン・エルクハウンド
ノルウェジアン・エルクハウンド（英：Norwegian Elkhound）は、
- ノルウェジアン・エルクハウンド・グレー - ノルウェイ原産の古代犬種のひとつ。
- ノルウェジアン・エルクハウンド・ブラック - グレイ種の弟種にあたり、グレイ種をもとに作出された。

祖先はチャウチャウ、通常ノルウェジアン・エルクハウンドといえば、一般的にグレイ種のことを表している。
詳細については各項目を参照すること。